# Katrin Saß
Katrin Saß (ur. 23 października 1956 w Schwerinie) – niemiecka aktorka filmowa, teatralna i telewizyjna. 

## Życiorys
Renomę jako wybitna artystka z NRD zdobyła dekadę przed zjednoczeniem Niemiec. Debiutowała w wieku 23 lat przejmującą kreacją rozczarowanej swoim mężem młodej żony w filmie Aż rozłączy nas śmierć (1979) Heinera Carowa. Zdobyła Srebrnego Niedżwiedzia dla najlepszej aktorki na 32. MFF w Berlinie za rolę w filmie Roczne poręczenie (1981) Herrmanna Zschoche. W 1981 rozpoczęła również swoją karierę sceniczną na deskach Kleist-Theater we Frankfurcie nad Odrą.
Międzynarodową sławę oraz nominację do Europejskiej Nagrody Filmowej dla najlepszej aktorki zyskała dzięki roli zakochanej w socjalizmie matki w komedii Good bye, Lenin! (2003) Wolfganga Beckera.  W latach 2010-2015 odgrywała jedną z głównych ról w serialu telewizyjnym ARD Weissensee. Od 2014 roku wciela się w główną rolę byłej prokurator Karin Lossow w serialu kryminalnym Der Usedom-Krimi.